# Lac Frobisher
Le lac Frobisher est une étendue d'eau située dans la province de Saskatchewan, au Canada.